# باكي بارنز
بوكي بارنز هو شخصية خيالية ظهر في مارفل كومكس.ظهرت الشخصية لأول مرة في 1941 وهي من ابتكار جو سيمون وجاك كيربي.